# Danh sách cầu thủ tham dự Giải vô địch bóng đá Nam Mỹ 1947
Đây là danh sách đội hình các đội tuyển tham dự Giải vô địch bóng đá Nam Mỹ 1947. Các đội tuyển tham gia gồm Argentina, Bolivia, Chile, Colombia, Ecuador, Paraguay, Peru và Uruguay. Brasil bỏ giải. Các đội thi đấu vòng tròn một lượt, mỗi trận thắng được tính 2 điểm, hòa tính 1 điểm, thua tính 0 điểm.

## Argentina
Huấn luyện viên:  Guillermo Stábile

| Số | VT | Cầu thủ | Ngày sinh (tuổi) | Trận | Bàn | Câu lạc bộ |
| -- | -- | ------- | ---------------- | ---- | --- | ---------- |

## Bolivia
Huấn luyện viên:  Diógenes Lara

| Số | VT | Cầu thủ | Ngày sinh (tuổi) | Trận | Bàn | Câu lạc bộ |
| -- | -- | ------- | ---------------- | ---- | --- | ---------- |

## Chile
Huấn luyện viên:  Luis Tirado

| Số | VT | Cầu thủ | Ngày sinh (tuổi) | Trận | Bàn | Câu lạc bộ |
| -- | -- | ------- | ---------------- | ---- | --- | ---------- |

## Colombia
Huấn luyện viên:   Lino Taioli

| Số | VT | Cầu thủ             | Ngày sinh (tuổi)                                                                 | Trận | Bàn | Câu lạc bộ               |
| -- | -- | ------------------- | -------------------------------------------------------------------------------- | ---- | --- | ------------------------ |
| —  | TM | Andrés Acosta       |                                                                                  | 6    | 0   | Junior                   |
| —  | TM | Efraín Sánchez      | 26 tháng 2, 1926 (21 tuổi)                                                       | 0    | 0   | La Fortuna               |
| —  | HV | Jaime Gamboa        |                                                                                  | 0    | 0   |                          |
| —  | HV | Salvador Londoño    |                                                                                  | 0    | 0   |                          |
| —  | HV | Gabriel Mejía       |                                                                                  | 9    | 0   | Junior                   |
| —  | HV | Humberto Picalúa    |                                                                                  | 8    | 0   | Junior                   |
| —  | TV | Antonio de la Hoz   | Lỗi biểu thức: Dấu phân cách “{” không rõ ràng , 1920Lỗi biểu thức: Dư toán tử ( | 6    | 0   | Sporting de Barranquilla |
| —  | TV | Luis Estupiñán      |                                                                                  | 0    | 0   |                          |
| —  | TV | Ricardo Granados    |                                                                                  | 4    | 0   | Club Municipal           |
| —  | TV | Edgar Mallarino     | 25 tháng 1, 1924 (23 tuổi)                                                       | 2    | 0   | América                  |
| —  | TV | Juan Quintero}      |                                                                                  | 9    | 0   | Junior                   |
| —  | TV | Rafael Serna        |                                                                                  | 0    | 0   |                          |
| —  | TV | Carlos Vivares      |                                                                                  | 0    | 0   |                          |
| —  | TĐ | Carlos Arango       | 31 tháng 1, 1928 (19 tuổi)                                                       | 3    | 2   |                          |
| —  | TĐ | Octavio Carrillo    |                                                                                  | 3    | 0   | Junior                   |
| —  | TĐ | Saulo Flores        |                                                                                  | 0    | 0   |                          |
| —  | TĐ | Rigoberto García    |                                                                                  | 3    | 2   | Junior                   |
| —  | TĐ | Luis González Rubio |                                                                                  | 9    | 6   | Junior                   |
| —  | TĐ | Rafael Granados     |                                                                                  | 7    | 2   | Junior                   |
| —  | TĐ | Roberto Meléndez    | 31 tháng 3, 1912 (35 tuổi)                                                       | 2    | 0   | Junior                   |
| —  | TĐ | Apolinar Pérez      |                                                                                  | 0    | 0   | Junior                   |
| —  | TĐ | Carlos Recio        |                                                                                  | 4    | 0   | Junior                   |
| —  | TĐ | Octavio Ruiz        |                                                                                  | 0    | 0   | Junior                   |
| —  | TĐ | Roberto Soto        |                                                                                  | 0    | 0   |                          |
| —  | TĐ | Efraín Vásquez      |                                                                                  | 0    | 0   |                          |

## Ecuador
Huấn luyện viên:  Ramón Unamuno

| Số | VT | Cầu thủ | Ngày sinh (tuổi) | Trận | Bàn | Câu lạc bộ |
| -- | -- | ------- | ---------------- | ---- | --- | ---------- |

## Paraguay
Huấn luyện viên:  Manuel Fleitas Solich

| Số | VT | Cầu thủ | Ngày sinh (tuổi) | Trận | Bàn | Câu lạc bộ |
| -- | -- | ------- | ---------------- | ---- | --- | ---------- |

## Peru
Huấn luyện viên:  José Arana Cruz

| Số | VT | Cầu thủ | Ngày sinh (tuổi) | Trận | Bàn | Câu lạc bộ |
| -- | -- | ------- | ---------------- | ---- | --- | ---------- |

## Uruguay
Huấn luyện viên:  Juan López Fontana

| Số | VT | Cầu thủ | Ngày sinh (tuổi) | Trận | Bàn | Câu lạc bộ |
| -- | -- | ------- | ---------------- | ---- | --- | ---------- |